# Kaikaku
Kaikaku (jap. 改革, „Reform“) ist ein aus Japan kommender Ausdruck aus dem Geschäftsprozessmanagement. 

## Bedeutung
Kaikaku  bezeichnet im Lean Management:
- die schrittweise (ggfs. sprunghafte) aber umfassende Umstrukturierung[1] der Fertigungs- und Supportbereiche einer Fertigung oder eines Unternehmens nach der Fließlogik.
- Verankerung der Lean-Philosophie in den Köpfen der Mitarbeiter durch Schulungen (=Information) und durch „Learning by Doing“; bei Mitarbeitern aller Unternehmensbereiche und Unternehmensebenen.
- Aufbau einer Lean-Kultur durch konsequentes Führen, Entscheiden und Handeln nach Lean-Maßstäben, auf allen Unternehmensebenen.[2]